# Spectrum (bài hát của Zedd)
"Spectrum" là một bài hát của nhà sản xuất âm nhạc người Đức-Nga Zedd hợp tác với nhạc sĩ người Mỹ Matthew Koma. Bài hát được phát hành vào ngày 4 tháng 6 năm 2012, và là đĩa đơn mở đường cho album phòng thu đầu tay của anh, album Clarity. Bài hát được viết bởi Koma và Zedd.
Thành viên Yunho của nhóm nhạc TVXQ, Donghae và Eunhyuk của Super Junior, Kai và Lay của EXO và Taemin, Minho của SHINee cộng tác với nhau dưới tên SM The Performance phát hành một phiên bản tiếng Hàn của bài hát với giọng hát của Taemin, Donghae và Yunho. Phiên bản này được phát hành ngày 30 tháng 12 năm 2012 bởi SM Entertainment và số tiền thu được đã được trao cho một tổ chức từ thiện.

## Phát hành
"Spectrum" được phát hành ngày 4 tháng 6 năm 2012. Zedd nói rằng anh muốn "Spectrum" trở thành đĩa đơn mở đường cho album phòng thu đầu tay của Zedd Clarity

## Danh sách bài hát
Đĩa đơn
1. "Spectrum" (Radio Edit) – 4:03

Đĩa mở rộng
1. "Spectrum" (Extended Mix) – 6:01
2. "Spectrum" (Armin van Buuren Remix) – 6:28
3. "Spectrum" (A-Trak và Clockwork Remix) – 5:05
4. "Spectrum" (Arty Remix) – 6:05
5. "Spectrum" (Deniz Koyu Remix) – 6:35
6. "Spectrum" (Gregori Klosman và Tristan Garner Knights Remix) – 4:57
7. "Spectrum" (Congorock Remix) – 5:42
8. "Spectrum" (Monsta Remix) – 5:30
9. "Spectrum" (Acoustic Version) – 6:01
10. "Human" (với Nicky Romero) – 4:17

Đĩa đơn phối lại phát hành độc quyền trên Beatport
1. "Spectrum" (Shreddie Mercury Remix) – 5:18

## Tham gia sản xuất
- Zedd – nhà sản xuất, người viết bài hát
- Matthew Koma – người viết bài hát, thanh nhạc

## Xếp hạng
| Bảng xếp hạng (2012–13)                           | Vị trí cao nhất |
| ------------------------------------------------- | --------------- |
| Úc Club (ARIA)                                    | 30              |
| Áo (Ö3 Austria Top 40)                            | 30              |
| Bỉ (Ultratip Flanders)                            | 74              |
| Bỉ Dance (Ultratop Flanders)                      | 21              |
| Bỉ Dance Bubbling Under (Ultratop Wallonia)       | 12              |
| Đức (GfK)                                         | 80              |
| Nhật Bản (Japan Hot 100)                          | 4               |
| Ba Lan (Dance Top 50)                             | 37              |
| Nam Hàn Quốc International Songs (GAON)           | 112             |
| Ukraina (FDR Dance Singles)                       | 19              |
| Hoa Kỳ Bubbling Under Hot 100 Singles (Billboard) | 5               |
| Hoa Kỳ Hot Dance/Electronic Songs (Billboard)     | 10              |
| Hoa Kỳ Dance Airplay (Billboard)                  | 1               |
| Hoa Kỳ Dance Club Songs (Billboard)               | 1               |
| Hoa Kỳ Pop Airplay (Billboard)                    | 36              |

| Năm  | Bảng xếp hạng                             | Vị trí cao nhất |
| ---- | ----------------------------------------- | --------------- |
| 2012 | Hoa Kỳ Hot Dance Club Songs (Billboard)   | 1               |
| 2013 | Nhật Bản (Japan Hot 100)                  | 41              |
| 2013 | Hoa Kỳ Dance/Electronic Songs (Billboard) | 40              |

## Bản hát lại của SM The Performance
Bài hát đã được trình diễn lại bởi một nhóm nhạc tạm thời, SM The Performance, bao gồ một số thành viên trong SM Town. Bản trình diễn lại này đã được phát hành dưới dạng tải nhạc số vào ngày 30 tháng 12 năm 2012, tại Hàn Quốc dưới nhãn SM Entertainment. Buổi trình diễn nhảy trực tiép cho "Spectrum" trong sự kiện 'SBS Gayo Daejeon' được biểu diễn vào ngày 29 tháng 12 năm 2012. Vũ đạo được tạo bởi NappyTabs, người đã từng hợp tác với Christina Aguilera, BoA trong "Only One" và TVXQ với "Humanoids". Phần thanh nhạc được trình bày bởi Yunho của TVXQ, Donghae của Super Junior và Taemin của Shinee. Các thành viên khác của SM The Performance bao gồm Eunhyuk của Super Junior, Minho của Shinee, Kai và Lay của EXO.
| Bảng xếp hạng (2013) | Vị trí cao nhất |
| -------------------- | --------------- |
| Nam Hàn Quốc (GAON)  | 43              |